# Dicerura furculata
Dicerura furculata är en tvåvingeart som beskrevs av Boris Mamaev 1968. Dicerura furculata ingår i släktet Dicerura och familjen gallmyggor. Inga underarter finns listade i Catalogue of Life.